# Dewas (huyện)
Huyện Dewas là một huyện thuộc bang Madhya Pradesh, Ấn Độ. Thủ phủ huyện Dewas đóng ở Dewas. Huyện Dewas có diện tích 7020 ki lô mét vuông. Đến thời điểm năm 2001, huyện Dewas có dân số 1306617 người.